# Ollanta Humala
Ollanta Moisés Humala Tasso (n. 27 iunie 1962, Lima, Peru) este un politician peruvian, fost președinte al Republicii Peru (2011-2016). Humala, fiul unui avocat și militant politic de origine quechua, și care în trecut a fost ofițer superior în armată, a pierdut alegerile din 2006 în favoarea lui Alan Garcia, dar le-a câștigat pe cele din 2011 în fața lui Keiko Fujimori.
A deținut funcția de președinte al statului Peru din 28 iulie 2011 până pe 28 iulie 2016.